# Benifairó de la Valldigna
Benifairó de la Valldigna (en valencien, et en castillan) est une commune d'Espagne de la province de Valence dans la Communauté valencienne. Elle est située dans la comarque de la Safor et dans la zone à prédominance linguistique valencienne.

## Géographie

Localisation de Benifairó de la Valldigna
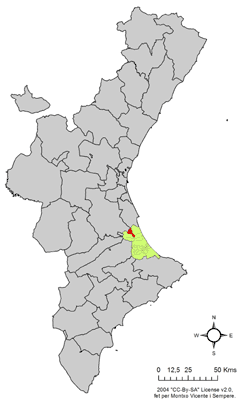
dans la Communauté valencienne.
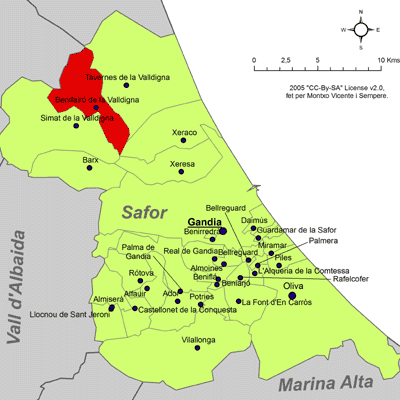
dans la comarque de la Safor.

### Localités limitrophes
Le territoire municipal de Benifairó de la Valldigna est voisin de celui des communes suivantes : Alzira, Carcaixent, Simat de la Valldigna, Tavernes de la Valldigna et Xeraco toutes situées dans la province de Valence.

## Démographie
| 1990  | 1992  | 1994  | 1996  | 1998  | 2000  | 2002  | 2004  | 2005  |
| ----- | ----- | ----- | ----- | ----- | ----- | ----- | ----- | ----- |
| 1.645 | 1.652 | 1.646 | 1.669 | 1.634 | 1.635 | 1.675 | 1.692 | 1.708 |

## Administration
Liste des maires, depuis les premières élections démocratiques.
| Législature | Nom du Maire         | Parti politique |
| ----------- | -------------------- | --------------- |
| 1979-1983   |                      |                 |
| 1983-1987   |                      |                 |
| 1987-1991   |                      |                 |
| 1991-1995   |                      |                 |
| 1995-1999   |                      |                 |
| 1999-2003   |                      |                 |
| 2003-2007   | Jesús Ferrando Peris | BNV-EV          |
| 2007-2011   |                      |                 |